# Goku Midnight Eye
Goku Midnight Eye (яп. Midnight Eye ゴクウ Midnight Eye Gokuu) — манга Буити Тэрасавы. Была опубликована на английском языке компаниями ComicsOne и DrMaster. В ней рассказывается о детективе по имени Гоку Фуриндзи (яп. 風林寺 悟空 фу:риндзи гоку:), в глазу которого находится особый кибернетический имплантат, позволяющий управлять любой компьютерной системой. По мотивам манги было снято аниме — OVA из двух серий.

## Сюжет
2014 год, Токио. Частный детектив Гоку расследует ряд самоубийств сотрудников полиции. След приводит к торговцу оружием Гэндзи Хакурю. Когда Гоку сталкивается с женщиной, виновной в этих происшествиях, то попадает в ловушку её гипноза. Единственный способ выжить — выколоть себе глаз. Фуриндзи спасла неизвестная группа с таинственным руководителем. Теперь кибернетический имплантат со стержнем «Нейрод» позволяет ему получить доступ к каждому компьютеру на Земле. Сыщик возобновляет расследование и обнаруживает, что он всё глубже попадает в сеть преступного мира. Ложь и интриги затуманивают путь Гоку, и только компьютерный глаз даёт ему возможность добиться успеха.

## Роли озвучивали
| Актёр             | Роль            |
| ----------------- | --------------- |
| Сигэхару Мацуда   | Гоку Фуриндзи   |
| Мами Кояма        | Ёко Ябуки       |
| Норио Вакамото    | Гэндзи Хакурю   |
| Кёко Тэрасэ       | женщина-павлин  |
| Тосико Фудзита    | Рёко Кадома     |
| Дайсукэ Гори      | Рю Кадома, Чжан |
| Киёси Кобаяси     | Дзэндзо Кадома  |
| Итиро Нагаи       | доктор Ямадзаки |
| Коити Ямадэра     | врач            |
| Иэмаса Каюми      | неизвестный     |
| Микио Тэрасима    | шеф             |
| Юми Тома          | Наоми           |
| Такэси Аоно       | Мо              |
| Иссэй Футамата    | Исодзаки        |
| Кодзи Тотани      | Утимура         |
| Митихиро Икэмидзу | Сакума          |
| Юсаку Яра         | Тамия           |

## Выпуск на видео
Goku Midnight Eye впервые вышел в 1989 году на 2 VHS и LaserDisc от Toei Video, которая и дальше обладала лицензией. В 2008 году был выпущен DVD. Формат — 1,33:1 (4:3), звук — Dolby Digital 2.0. Дополнительные материалы включали трейлер и видео с разговором Тэрасавы и Кавадзири о производстве. К диску прилагался буклет на 12 страницах. В США сначала продавались видеокассеты Urban Vision, потом возникла пауза, и лишь в 2017 году лицензию приобрела Discotek Media. Благодаря этому аниме доступно на Amazon Prime Video. В 2023 году Discotek Media объявила о выпуске Goku Midnight Eye на Blu-ray, где присутствует новая ремастированная версия благодаря сканированию оригинальной киноплёнки.

## Отзывы и критика
Клементс и Маккарти в энциклопедии написали, что помимо магических предметов, имени (Гоку — японское имя Сунь Укуна) и пышных бакенбардов, история мало похожа на «Путешествие на Запад», которое, предположительно и вдохновило её. Это больше связано с фильмами о Джеймсе Бонде с шикарными локациями, глупыми сюжетами и затаившими дыхание девушками в обтягивающих платьях, что ищут настоящего мужчину, чтобы разобраться со своими проблемами. Сосредоточившись на суперсовременном глазе, OVA также напоминает The Six Million Dollar Man. Типичная работа Буити Тэрасавы, его аудиторию действительно привлекали красотки. Аниме не скупится, чтобы показать раздетую девушку, «конфетку», обычно с какой-то невероятной фишкой вроде павлиньих перьев или руля для мотоцикла. Впечатляют и другие конструкции — от летающих металлических дьявольских псов до моноциклов. Не каждый день можно увидеть мандарина, катающегося на роликах по стене небоскрёба.
Goku: Midnight Eye точно адаптировал первые несколько глав манги Тэрасавы. В 2019 году, тридцать лет спустя, аниме по-прежнему стильное, наполненное кровью, сексом, наготой, роботами и употреблением алкоголя и табака. Кавадзири соответствует репутации мастера боевиков, поэтому Хидэо Кодзима назвал его своим любимым режиссёром.  
Anime Jump! поставил оценку B+ и назвал Goku Midnight Eye средним между легендой о Царе обезьян и Wicked City. Главный герой превратился из незадачливого частного сыщика в сверхмощного кибертеррориста, действующего в стиле «время надрать задницу» с большим апломбом. Хотя Гоку не такой непобедимый сексуальный красавец, как Кобра — на самом деле, ему не везёт с женщинами. Буити Тэрасава стремился показать их как самопародию. Джейн из Space Adventure Cobra была скромнее. Её обходят павлин топлес и Харлей-девочка. OVA создавала та же команда аниматоров, которая работала над Demon City Shinjuku и «Манускриптом ниндзя». Сериал определённо выигрывает от участия Ёсиаки Кавадзири — здесь есть всё, что нравится в его сотрудничестве с Madhouse: динамика движений, мрачный город с высокими зданиями, тёмные приглушенные цвета и дизайн персонажей в сочетании со склонностью режиссёра к брызгам крови и взрывам. Недостатком является то, что компьютерные данные, которые Гоку отображает своим левым глазом, никогда не переводятся. Несколько английских слов написаны с ошибками (Door Rock). У дубляжа есть свои плюсы и минусы, но в роли Гоку лучше Сигэхару Мацуда.
Anime News Network полагает, что Goku Midnight Eye далёк от любимого аниме. У обеих серий есть сильные и слабые стороны. Во-первых, для OVA, созданной в 1989 году, Goku остаётся хорошей, превосходя некоторые выпуски 1990-х и 2000-х годов, являясь тем, что зрители ожидают от Madhouse. Художник-постановщик Акира Ямакава заслуживает похвалы за внимание к деталям в различных сценах и плавную анимацию. С другой стороны, дизайн мужских персонажей устаревший, а на женщин приятно смотреть. Сценарий — большая слабость, даже если забыть о кибернетическом глазе, который позволяет владельцу контролировать каждый компьютер, делая его всеведущим и всемогущим. Трудно понять, где логика, лежащая в основе того, что человек противостоит своим противникам в одиночку и его преимущества значительно уменьшаются (почему бы просто не взорвать их с орбиты?). Хотя сценарий несколько лучше, чем оригинал и более правдоподобен, ему не хватает остроты. Саундтрек выдерживает проверку временем, единственное музыкальное произведение, которое показывает возраст — это основная тема Fighting In The Danger, звучащая во время титров. Версия с субтитрами превосходит английский дубляж. В итоге, Goku Midnight Eye — типичный боевик на один вечер, если нужны простые персонажи, кровь и секс.
The Anime Review считает, что в большинстве современных аниме отражено светлое и ясное будущее. Легко найти апокалиптику, но ей обычно не хватает грязи и злаков, особенно с 1995 года или около того. Иногда приятно возвращаться и смотреть Bubblegum Crisis и Goku Midnight Eye, которые отвечают этим требованиям. Результат сотрудничества Кавадзири и Тэрасавы не предназначен для детского и семейного просмотра. Эта OVA — мрачный познавательный взгляд на изнанку футуристического общества, опередившая своё время. Гоку наводнён насилием и сексуальностью, будучи очень похожим на Wicked City, что не должно удивлять тех, кто следил за восхождением Кавадзири. Тёмные персонажи, слабо освещённые городские пейзажи, приглушённые цвета идут на пользу. Хотя сюжет определённо заставит брезгливых зрителей уйти. Главный герой выколол себе левый глаз, чтобы остановить безумие. Гоку отзывчивый, эмоциональный и не такой женоненавистник как Golgo 13, но, безусловно, не жалует женщин, поскольку они соблазнительны, хитры и смертельно опасны. Есть и хорошие, сильные стороны. Кибернетический глаз — потрясающий элемент, предсказавший рост Интернета. Радует, насколько Тэрасава близок к действительности. Между тем, концепция гипноза и манипуляции в сочетании с брутальным внешним видом и чувством указывают на фильм «Странные дни», идею которого Джеймс Кэмерон придумал около 1986 года. В аниме плохие парни известны заранее, но некоторые вещи раскрываются во второй части. Goku Midnight Eye создан для постыдного удовольствия, антиутопического видения и ночного развлечения. Рекомендуются также Ai City и «Кибергород Эдо».